# The Long and Short of It (film 1913)
The Long and Short of It è un cortometraggio muto del 1913. Non si conosce il nome del regista del film prodotto dalla Edison.

## Produzione
Il film fu prodotto dalla Edison Company.

## Distribuzione
Distribuito dalla General Film Company, il film - un cortometraggio di 122 metri - uscì nelle sale cinematografiche degli Stati Uniti il 24 marzo 1913. Nelle proiezioni, veniva programmato con il sistema dello split reel, accorpato in un'unica bobina con un altro cortometraggio prodotto dalla Edison, la commedia Tea and Toast.